# Пласка черепаха колюча
Пласка черепаха колюча (Acanthochelys spixii) — вид черепах з роду Болотна пласка черепаха родини Змієшиї черепахи.

## Опис
Загальна довжина карапаксу сягає 17 см. Голова широка. Шия довга. Панцир масивний, карапакс подовжений, опуклий та гладенький. У задній частині голови присутні шипи. Звідси й походить назва цієї черепахи. Ніс схожий за формою на п'ятак свині.
Шкіра кінцівок, хвоста та голови коричневого кольору з різними відтінками або сірувата. Ніс рожевий. Карапакса коричнево-чорний, пластрон чорний зі світлими плямами.

## Спосіб життя
Полюбляє болота та повільні поточні водойми з рясною рослинністю й м'яким дном. Активна вдень. Харчується рибою, безхребетними, молюсками.
Під час залицяння самець підпливає мордою до морди самиці. Якщо самиця кусає його, самець тікає, але незабаром знову припливає до неї. Цей процес може повторюватися кілька разів, поки самцеві не вдасться обнюхати хвіст самиці й клоаку, а потім забратися на неї. Якщо самиця не заперечує, самець чіпляється кінцівками й горбиками на них за карапакс самиці. Потім він 30 секунд хитає головою і починає паруватися. Самиця відкладає 4—9 сферичних яйця 25—27 мм у діаметрі. Термін інкубації 152–159 днів при температурі 29-30 °C. Розмір новонароджених черепашенят 31—32 мм з вагою 5 г. У них темно-коричневий карапакс з помаранчево-червоною облямівкою, пластрон чорний з помаранчево-червоними плямами.
У неволі ця черепаха стає замкнутою і сором'язливою, ховає голову та шию під панциром протягом довгого часу.

## Розповсюдження
Мешкає від околиць м. Сан-Паулу у Бразилії через Ріу-Гранді-ду-Сул і далі через басейн р. Такуарембо і департамент Роча в Уругваї на захід до провінцій Формоса та Чако в Аргентині.